# Йорг Хайдер
Йорг Хайдер (на немски: Jörg Haider) е автрийски политик. От 1986 до 2000 г. е председател на Австрийска партия на свободата (АПС, на немски Freiheitliche Partei Österreichs, FPÖ). През април 2005 заедно с други функционери Хайдер напуска АПС и създава партията Съюз за бъдещето на Австрия (на немски Bündnis Zukunft Österreich). От 1989 до 1991 г. и от 1999 г. до смъртта си той е губернатор на федералната провинция Каринтия. Йорг Хайдер е доктор на юридическите науки.
Хайдер е противоречива личност в Австрия и чужбина заради своята политика, която е определяна като пронацистка, ксенофобска и антисемитска. Няколко държави въвеждат дипломатически ограничения срещу ръководството на неговата партия. Хайдер загива в автомобилна катастрофа, скоро след като повежда Съюза за бъдещето на Австрия на парламентарните избори в страната. Той катастрофира с превишена скорост и с концентрация на алкохол над допустимата норма.

## Семейство и образование
Баща му Роберт е обущар, а майка му е дъщеря на лекар-гинеколог в болницата в Линц. И двама му родители са симпатизирали на националсоциализма. От 1930-те години Роберт Хайдер е член на по това време в Австрия забранената НСДАП, както и в „Австрийския легион“. През 1934 година взима участие в неуспешния „юлски заговор“, опит на нацистите за свалянето на правителството на Енгелберт Долфус. През Втората световна война Роберт Хайдер участва в боеве на източния и западния фронт, като се завръща в родината си със званието лейтенант. Майката на Йорг по това време е председателка на „Съюза на германските девойки“. След войната Роберт Хайдер работи в близка фабрика за обувки и е партиен секретар на АПС.
Йорг Хайдер посещава между 1956 и 1960 г. началното училище в Бад Гойзерн, след което учи до 1968 в гимназията на Бад Ишъл, където е член на ученическата корпорация Албиа. След матурата си Йорг полага между 1968 – 69 доброволно военна служба.
От 1969 Йорг Хайдер следва право и държавни науки в Виенския университет, където се дипломира (Dr. jur.) през 1973 г. През времето на своето следване е член на студентската корпорация „Силваниа Виена“ (на немски Silvania Wien). След своето димпломиране работи до 1976 като асистент при Гюнтер Винклер в Института за държавно и администрационно право на Виенския университет.

## Политическа кариера
През 1986 г. Хайдер става лидер на дясната Австрийска партия на свободата и има репутацията на политик с радикални възгледи.
През 1991 г. е принуден да подаде оставка като губернатор на Каринтия заради изказване, в което положително оценява социалната политика на нацистка Германия. През 1999 и 2004 г. е преизбран за губернатор на Каринтия. През 1999 г. под неговото ръководство Австрийската партия на свободата печели голям успех на парламентарните избори, заемайки второ място. През 2000 г. влиза в коалиционно правителство с консервативната Австрийска народна партия. Заради крайнодесните възгледи на Хайдер и острите му изказвания, възприемани като антисемитски и неонацистки, страните от ЕС ограничават контактите си с австрийското правителство, въпреки че Хайдер подава оставка като лидер на партията.
През 2005 година той създава нова дясна партия, наречена Съюз за бъдещето на Австрия. Тя отбеляза сериозен успех на парламентарните избори в края на септември 2008 г., заемайки четвърто място с над 10 процента от гласовете.